# NHL Entry Draft 1984
NHL Entry Draft 1984 był 22. draftem NHL w historii. Odbył się w dniu 9 czerwca w Forum de Montréal w Montrealu.

## Draft 1984

### Runda 1
| # | Zawodnik          | Narodowość        | Drużyna NHL                               | Klub macierzysty                    |
| - | ----------------- | ----------------- | ----------------------------------------- | ----------------------------------- |
| 1 | Mario Lemieux (C) | Kanada            | Pittsburgh Penguins                       | Laval Voisins (QMJHL)               |
| 2 | Kirk Muller (C)   | Kanada            | New Jersey Devils                         | Guelph Platers (OHL)                |
| 3 | Ed Olczyk (C)     | Stany Zjednoczone | Chicago Black Hawks (z Los Angeles Kings) | US National Development Team (NAHL) |
| 4 | Al Iafrate (O)    | Stany Zjednoczone | Toronto Maple Leafs                       | Belleville Bulls (OHL)              |
| 5 | Petr Svoboda (O)  | Czechosłowacja    | Montreal Canadiens (z Hartford Whalers)   | CHZ Litvínov                        |

### Runda 2
| #  | Zawodnik           | Narodowość | Drużyna NHL      | Klub macierzysty |
| -- | ------------------ | ---------- | ---------------- | ---------------- |
| 35 | Raimo Helminen (C) | Finlandia  | New York Rangers | Ilves            |

### Runda 3
| #  | Zawodnik           | Narodowość     | Drużyna NHL                          | Klub macierzysty      |
| -- | ------------------ | -------------- | ------------------------------------ | --------------------- |
| 51 | Patrick Roy (B)    | Kanada         | Montreal Canadiens (z Winnipeg Jets) | Granby Bisons (QMJHL) |
| 59 | Michal Pivoňka (C) | Czechosłowacja | Washington Capitals)                 | Poldi Kladno          |
| 60 | Ray Sheppard (PS)  | Kanada         | Buffalo Sabres                       | Cornwall Royals (OHL) |

### Runda 5
| #  | Zawodnik         | Narodowość        | Drużyna NHL         | Klub macierzysty      |
| -- | ---------------- | ----------------- | ------------------- | --------------------- |
| 88 | Jack Capuano (O) | Stany Zjednoczone | Toronto Maple Leafs | Kent School (USHS-CT) |

### Runda 6
| #   | Zawodnik        | Narodowość        | Drużyna NHL    | Klub macierzysty          |
| --- | --------------- | ----------------- | -------------- | ------------------------- |
| 117 | Brett Hull (PS) | Stany Zjednoczone | Calgary Flames | Penticton Knights (BCJHL) |

### Runda 9
| #   | Zawodnik            | Narodowość | Drużyna NHL       | Klub macierzysty        |
| --- | ------------------- | ---------- | ----------------- | ----------------------- |
| 170 | Luc Robitaille (LS) | Kanada     | Los Angeles Kings | Hull Olympiques (QMJHL) |

### Runda 11
| #   | Zawodnik              | Narodowość | Drużyna NHL         | Klub macierzysty |
| --- | --------------------- | ---------- | ------------------- | ---------------- |
| 225 | Michaił Tatarinow (O) | ZSRR       | Washington Capitals | Sokił Kijów      |

Legenda: B – bramkarz, O – obrońca, C – center, LS – lewoskrzydłowy, PS – prawoskrzydłowy.